# ギガLOVEアップビート
ギガLOVEアップビート（ギガラブアップビート）は、日本のアイドルユニット。
通称「ギガラビ」。Velvet managementに所属する。結成時の名前は「疾走クレヨン」(しっそうクレヨン)。

## 概要
2022年6月「疾走クレヨン」として結成。同年8月の「TOKYO IDOL FESTIVAL 2022 supported by にしたんクリニック」が初ステージ。
2024年8月14日にグループ名を変更。コンセプトは「あなたの心にビートを刻み、愛と楽しさをたっぷりプレゼントします！」。　
所属事務所のTask have Funの後輩グループ、妹分にあたる。

## メンバー
| 名前        | 読み方                      | 担当カラーとキャッチフレーズ | 生年月日               | 出身地 | 備考                                                    |
| ----------- | --------------------------- | ---------------------------- | ---------------------- | ------ | ------------------------------------------------------- |
| 真知田 彩夢 | まちだ あやめ Machida Ayame | 優しさのパープルをプレゼント | 2001年1月17日（24歳）  | 東京都 | リーダー、趣味はかわいい子ヲタク、少女マンガ。          |
| 水野 七葉   | みずの ななは Mizuno Nanaha | 元気なイエローをプレゼント   | 2000年5月21日（25歳）  | 栃木県 | 趣味はミッフィーグッズ収集。                            |
| 小牟礼 愛子 | こむれ あいこ Komure Aiko   | 癒しのグリーンをプレゼント   | 2002年1月18日（23歳）  | 千葉県 | 趣味は写真を撮ること。 元プリティグッド!。              |
| 齋藤 結愛   | さいとう ゆあ Saito Yua     | かわいいピンクをプレゼント   | 2001年10月14日（23歳） | 東京都 | 趣味はダンス、「あたしンち」鑑賞。                      |
| 星 こと     | ほし こと Hoshi Koto        | ピュアなブルーをプレゼント   | 2004年3月15日（21歳）  | 千葉県 | 趣味はひとり〇〇（散歩、買い物など）。 元SiAM&POPTUNe。 |

## 元メンバー
| 名前        | 読み方                 | 担当カラーとキャッチフレーズ | 生年月日             | 出身地 | 備考 |
| ----------- | ---------------------- | ---------------------------- | -------------------- | ------ | --- |
| 和田 あずさ | わだ あずさ Wada Azusa | 勇気のレッドにペイント       | 2003年8月8日（21歳） | 埼玉県 | 趣味はポケモン。夢はポケモンのバラエティ番組に出ること。 元君の隣のラジかるん。 2023年12月から休養。2024年3月29日にグループ活動困難と発表があり脱退。9月30日に所属事務所を退所。 |

## 沿革・活動歴
2022年
- 6月1日、グループ「疾走クレヨン」結成。
- 6月2日、ファーストソングの『Look at me』のMVをyoutubeの公式チャンネルにて公開。
- 6月5日、ヴィレッジヴァンガード渋谷本店にてトーク＆特典会の初イベント『はじめまして、疾走クレヨンです。』開催。
- 8月5日、『TOKYO IDOL FESTIVAL 2022 supported by にしたんクリニック』にてステージデビュー。既にMVを公開していた『Look at me』に加え、『Hot Chocolate』、『パラレルワールド』、『シークレットハート』、『Lucky Drops』の4曲を初披露。
- 8月10日、定期公演-vol.1-開催。
- 8月12日、初遠征『ドラゴンクイーンズフェスティバル2022』に出演。
- 8月24日、定期公演-vol.2-開催。
- 9月21日、初のミニアルバム『疾走!!』が各種サブスクにて配信開始。
- 9月23日、超アイドル祭2022出演オーディション1次審査を1位で突破。
- 9月29日、超アイドル祭2022出演オーディション最終審査を1位で突破。
- 10月4日、『超アイドル祭2022』に出演。新曲ビビディバビを初披露。
- 10月22日、1stワンマンライブ『疾走中！！』新衣装（デニム衣装）を初披露。
- 11月3日、定期公演-vol3- ファンネームをランナーズ会に決定。
- 11月22日、定期公演-vol4-。
- 12月21日、定期公演-vol.5-クリスマスSP。
- 12月24日、初のミニアルバム「疾走!!!」リリース　カメイドクロックで行われたリリースイベントにて新曲『RUN!!』を初披露。
- 12月27日、1stワンマンライブ「疾走！！名古屋編」。
- 12月27日、Task have Fun × 疾走クレヨン 2マンライブ。
- 12月29日、単独公演〜年末SP〜開催。Task have Fun × 疾走クレヨン 2マンライブも同日開催。

2023年
- 1月2日、2023年初の活動としてNPPに出演。
- 1月13〜17日、1stミニアルバム『疾走!!!』リリース記念写真展開催。
- 1月21日、GIG TAKAHASHI 2ツアー＠新宿BLAZE<1部>オープニングアクト。
- 1月18日、定期公演-vol.6-おめでとうSP開催。
- 2月2日、ツインテールフェス2023 出演。メンバー全員ツインテール披露。
- 2月4日、GIG TAKAHASHI 2ツアー＠Zepp Haneda 出演。
- 2月6日、配信番組@ JAM THE WORLD 出演。
- 2月10日、定期公演-vol.7-バレンタインSP。
- 2月18日、サコフェス・ハイパー・スペシャル・デラックス!!! 出演。
- 2月23日、「SHAKE UP WALLOP 」木曜日 疾走クレヨンSP。
- 2月28日、定期公演-vol.8-。
- 3月11-12日、IDORISE!! FESTIVAL 2023 両日出演。
- 3月14日、定期公演-vol.9-ホワイトデーSP　初めてメンバー宛のプレゼントを受取り。
- 3月26日、2ndワンマンライブ　新衣装（メンバーカラー衣装）を初披露、新曲『夢見たアルカディア』を初披露。
- 4月25日、「SHAKE UP WALLOP」火曜日、真知田彩夢、水野七葉、星こと出演。
- 5月2日、定期公演-vol.12-。
- 12月11日、体調不良による和田あずさの休養を発表[10]。

2024年
- 3月29日、公式サイトで和田あずさのグループ脱退発表[11]。
- 8月14日、グループ名を「ギガLOVEアップビート」に変更[12]。

## 作品

### 楽曲
| #  | タイトル                           | 作詞                     | 作曲                 | 編曲                 | 振付       | 公開 |
| -- | ---------------------------------- | ------------------------ | -------------------- | -------------------- | ---------- | --- |
| 1  | Look at me                         | Shogo                    | Shogo, 加藤祐平      | 加藤祐平             | 槙田紗子   | 2022年6月2日 YouTubeにてMV公開                                                                                              |
| 2  | Hotchocolate                       | Shogo                    | Shogo, 加藤祐平      | 加藤祐平             | 槙田紗子   | 2022年8月5日 TIF2022 ENJOY STADIUM                                                                                          |
| 3  | パラレルワールド                   | Shogo                    | Shogo                | JUN RICHARD          | 槙田紗子   | 2022年8月5日 TIF2022 ENJOY STADIUM                                                                                          |
| 4  | シークレットハート                 | Shogo                    | Shogo, 早川博隆      | 早川博隆             |            | 2022年8月5日 TIF2022 DOLL FACTORY                                                                                           |
| 5  | Lucky Drops                        | Shogo                    | Shogo, 古峰拓真      | 古峰拓真             | 槙田紗子   | 2022年8月5日 TIF2022 DOLL FACTORY                                                                                           |
| 6  | ビビディバビ!                      | 大山恭子                 | Tsubasa              | Tsubasa              | 槙田紗子   | 2022年10月4日 超アイドル祭2022                                                                                              |
| 7  | RUN!                               | Mio Kimura               | yu-ya                | yu-ya, DROP K        | いどみん   | 2022年12月21日 定期公演-vol.5-クリスマスSP                                                                                  |
| 8  | 夢見たアルカディア                 | Ryota Saito              | 浦島健太, 野口大志   | 野口大志             | いどみん   | 2023年3月26日 2ndワンマンライブ                                                                                             |
| 9  | colorful                           | AMAMOGU                  | TOTEM HIM'S          | TOTEM HIM'S          | いどみん   | 2023年5月22日 定期公演-vol.13-                                                                                              |
| 10 | ホッテストサマータイム！！！！！！ | 村カワ基成               | 村カワ基成           | 村カワ基成           | えりなっち | 2023年7月1日 超NATSUZOME2023 ZOMEステージ                                                                                   |
| 11 | マーメイドのANSWER                 | ユミエダタクミ           | 湊谷陸               | 湊谷陸               | いどみん   | 2023年8月6日 TIF2023 DREAM STAGE                                                                                            |
| 12 | あいしてクレヨン                   | zopp, 藤田卓也           | 藤田卓也             | 藤田卓也             | いどみん   | 2023年10月11日 Apple Music先行配信                                                                                          |
| 13 | フラミンゴＯＬＥ！                 | 犬塚大希                 | 坂本龍               | 坂本龍               |            | 2024年2月17日 埼玉県県民活動総合センター フリーライブ                                                                       |
| 14 | イチ推しの肉!                      | Ｍｏｍｏ                 | Ryo Shiraki/石川陽泉 | Ryo Shiraki/石川陽泉 | えりなっち | 2024年3月29日(にく)金曜日 配信リリース                                                                                      |
| 15 | 悩めるキンギョ                     | Emmy Sakura, Ryo Shiraki | Ryo Shiraki          | murakiyo             | marina     | |
| 16 | でんでん☆まいうぇい                | AMAMOGU                  | TOTEM HIM'S          | TOTEM HIM'S          |            | 5/24 ワンマンライブ 「300人のカタツムリ まだまだこれから！」で目標達成出来ず、2024年6月8日 日本丸メモリアルパークにて初披露 |
| 17 | Flip Flap Butterfly                | 藤田卓也                 | 藤田卓也             | 藤田卓也             | Kyo-hey    | 8/14 結成2周年LIVEにて、ギガLOVEアップビートへの改名と同時に披露                                                            |

### 公式
- 公式ウェブサイト
- ギガLOVEアップビート (@gigalove_upbeat) - X（旧Twitter）
- ギガLOVEアップビート (@gigalove_upbeat) - Instagram
- ギガLOVEアップビート (@gigalove_upbeat) - TikTok
- ギガLOVEアップビート - YouTubeチャンネル

### 個人Twitter
- 真知田彩夢 (@gigalabi_ayame) - X（旧Twitter）
- 水野七葉 (@gigalabi_nanaha) - X（旧Twitter）
- 小牟礼愛子 (@gigalabi_aiko) - X（旧Twitter）
- 齋藤結愛 (@gigalabi_yua) - X（旧Twitter）
- 星こと (@gigalabi_koto) - X（旧Twitter）